# 約翰斯敦 (北達科他州)
約翰斯敦（英語：Johnstown）是位於美國北達科他州大福克斯縣的非建制地區。

## 歷史
約翰斯敦的郵局於1880年設立，其後於1964年停運。

## 地理
約翰斯敦所處的海拔為高於海平面266米（即873英呎），而該地所採用的時區為UTC-6，即北美中部时区（CST）。同時該地設有夏令時間，為UTC-6調快一小時，即UTC-5（CDT）。